# Grzmiąca (gmina)
Grzmiąca est une gmina rurale du powiat de Szczecinek, Poméranie occidentale, dans le nord-ouest de la Pologne. Son siège est le village de Grzmiąca, qui se situe environ 23 km au nord-ouest de Szczecinek et 129 km à l'est de la capitale régionale Szczecin.
La gmina couvre une superficie de 204,49 km2 pour une population de 4 876 habitants en 2016.

## Géographie
La gmina inclut les villages de Boleszkowice, Czechy, Gdaniec, Glewo, Godzisław, Grzmiąca, Grzmiączka, Iwin, Kamionka, Klepary, Kłośno, Krosino, Lubogoszcz, Mieszałki, Nosibądy, Owczary, Przeradz, Przystawy, Pustkowie, Radomyśl, Radostowo, Radusz, Równe, Sławno, Storkowo, Strzeszyn, Sucha, Świętno, Ubocze, Wielanowo, Wielawino, Żarnowo et Zwartowo.
La gmina borde les gminy de Barwice, Bobolice, Borne Sulinowo, Szczecinek et Tychowo.

## Jumelage
- Ahrensbök (Allemagne) depuis le 24 octobre 1992[2]